# La Brévine
Le Brévine és un municipi suís del cantó de Neuchâtel, situat al districte de Le Locle.